# Moghania macrocalyx
Moghania macrocalyx là một loài thực vật có hoa trong họ Đậu. Loài này được (Baker f.) H.L. Li mô tả khoa học đầu tiên năm 1944.